# Liberala katolska kyrkan
Liberala Katolska Kyrkan (LKK) är ett kristet trossamfund med episkopal struktur. Av vissa kristna trossamfund erkänns den inte som en kristen kyrka.

## Historia
Liberala Katolska Kyrkan, The Liberal Catholic Church, grundades 1916 i England genom en omorganisation av delar av den Gammalkatolska rörelsen i landet. James Ingall Wedgwood (från porslinsfamiljen Wedgwood) vigdes till biskop den 13 februari 1916 av biskop F.S. Willoughby, som blivit biskopsvigd av A.H. Mathew, en före detta präst i den Romersk-katolska kyrkan i England som vigts till biskop för den Gammalkatolska kyrkan 1908 i Utrecht. LKK anser sig härigenom ha del av den apostoliska successionen, något som Wedgwood såg som mycket viktigt. Namnet valdes för att särskilja sig från den Gammalkatolska kyrkan, vilken Matthew brutit med redan 1910, och från den Romersk-katolska kyrkan.

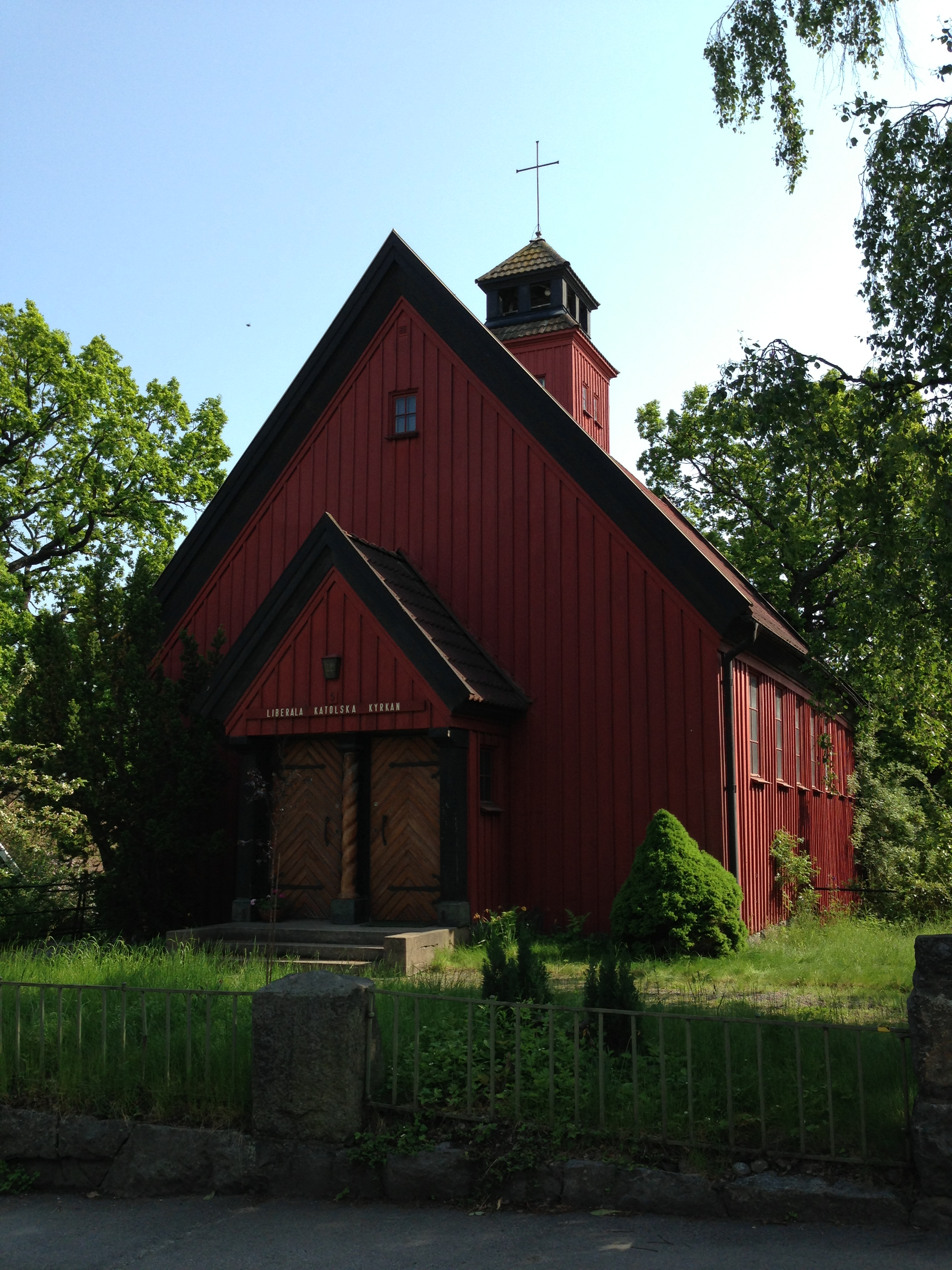
S:t Mikaels och alla Änglars kyrka på Stora Essingen i Stockholm.

Liberala Katolska Kyrkan spreds snabbt inom främst det Brittiska imperiet men även till Nederländerna och USA. Kyrkan attraherade främst personer som trots att de uppfattade sig som kristna även intresserade sig för religiösa tankar och idéer från österländska andliga traditioner, inklusive reinkarnation. Dessa personer, varav många var medlemmar i Teosofiska Samfundet, var ofta inte välkomna i de större kyrkosamfunden. Liberala Katolska Kyrkan tillät emellertid ett stort mått av frihet i dessa frågor.
Liberala Katolska Kyrkan har i flera omgångar splittrats och finns representerad internationellt av tre huvudgrenar. Den första splittringen skedde i USA på slutet av 1940-talet då regionalbiskopen för USA och större delen av landets liberalkatolska församlingar och prästerskap bröt sig ur moderorganisationen och bildade vad som idag är känt som Liberal Catholic Church International. Den andra större splittringen ägde rum år 2003 då frågan om kvinnors tillträde till det kyrkliga ämbetet (vigning till diakon, präst och formellt även biskop) blev den utlösande faktor som fick som konsekvens att ett antal biskopar bildade en ny internationell biskopssynod vilken tillät kvinnor att prästvigas. 
De tre huvudorganisationerna är
- The Liberal Catholic Church International, med sin största verksamhet i USA men även aktiva präster och biskopar i Europa. LCCI tillåter kvinnor att vigas till präster och bröt på ett tidigt stadium med teosofiska idéer.
- The Liberal Catholic Church under ledning av den presiderande biskopen William Downey, (USA), den ursprungliga moderkyrkan med större verksamhet i USA, Frankrike och Australien. Liberala Katolska Kyrkan i Göteborg är genom sin biskop del av denna ursprungliga gren. Organisationen tillåter inte vigning av kvinnor till präster och har fortfarande stor influens av teosofin i sina läror.
- The Liberal Catholic Church under ledning av den presiderande biskopen James Zinzow (USA), den mer liberala internationella grenen som tillåter kvinnor att bli präster. Liberala Katolska Kyrkan i Sverige är genom sina biskopar anslutna till denna gren.

## Teologi
Liberala Katolska Kyrkans teologi är baserad på traditionell kristen tro men karaktäriseras av stor öppenhet för den enskilde individens trosfrihet. 
Liberala Katolska Kyrkan uttrycker i sina grundläggande dokument och i ordningen för sina gudstjänster en trinitarisk gudsuppfattning, den heliga Skrift används i gudstjänsterna och den heliga eukaristin firas som söndagens huvudgudstjänst. Dop enligt Liberala Katolska Kyrkans ordning görs med vatten och i "Faderns, Sonens och den helige Andes namn".
Liberala Katolska Kyrkans liturgi baseras på Romersk-katolska kyrkans gamla liturgi (ofta kallad tridentinsk) i bearbetad form med inslag ur anglikansk tradition. Gudstjänstordningarna uttrycker en huvudsakligen gammalkatolsk syn på sakramenten (dop, konfirmation, bikt med avlösning, nattvard, äktenskap, prästvigning och de sjukas smörjelse).
Den Nicaeno-konstantinopolitanska trosbekännelsen används under firandet av Den Heliga Eukaristin (Mässan) och den apostoliska trosbekännelsen kan användas vid dop även om detta bruk inte är obligatoriskt. LKK värdesätter eukaristisk välsignelse samt vördande av Jungfru Maria och helgonen. 
Många av de personer som grundade Liberala Katolska Kyrkan var teosofer, och genom de många gemensamma medlemmarna har kyrkan haft band till teosofin och till Adyargrenen av Teosofiska samfundet.. Någon formell organisatorisk koppling har dock aldrig funnits. 1976 uttryckte dåvarande biskop Lennart Söderström att teosofin inte skulle prägla kyrkans förkunnelse i Sverige. 
Den stora öppenheten inom samfundet har ibland blivit kritiserad av andra kristna och till de inslag som ofta lyfts fram i kritiken hör att kyrkan ger sina medlemmar rätten att tro att "Människan, som till sitt väsen är gudomlig, kan slutligen lära känna den gudom vars liv hon delar och genom att gradvis genom successiva liv utveckla de gudomliga förmågor som är förborgade i henne, kan hon tillväxa i kunskap om universum, som i sig självt är uttrycket för det gudomliga livet.". Kyrkan har stor respekt för övriga religioner. Tanken kring "successiva liv" är emellertid inte en lära inom Liberala Katolska Kyrkan och långt ifrån alla medlemmar omfattas av denna.

## Sverige

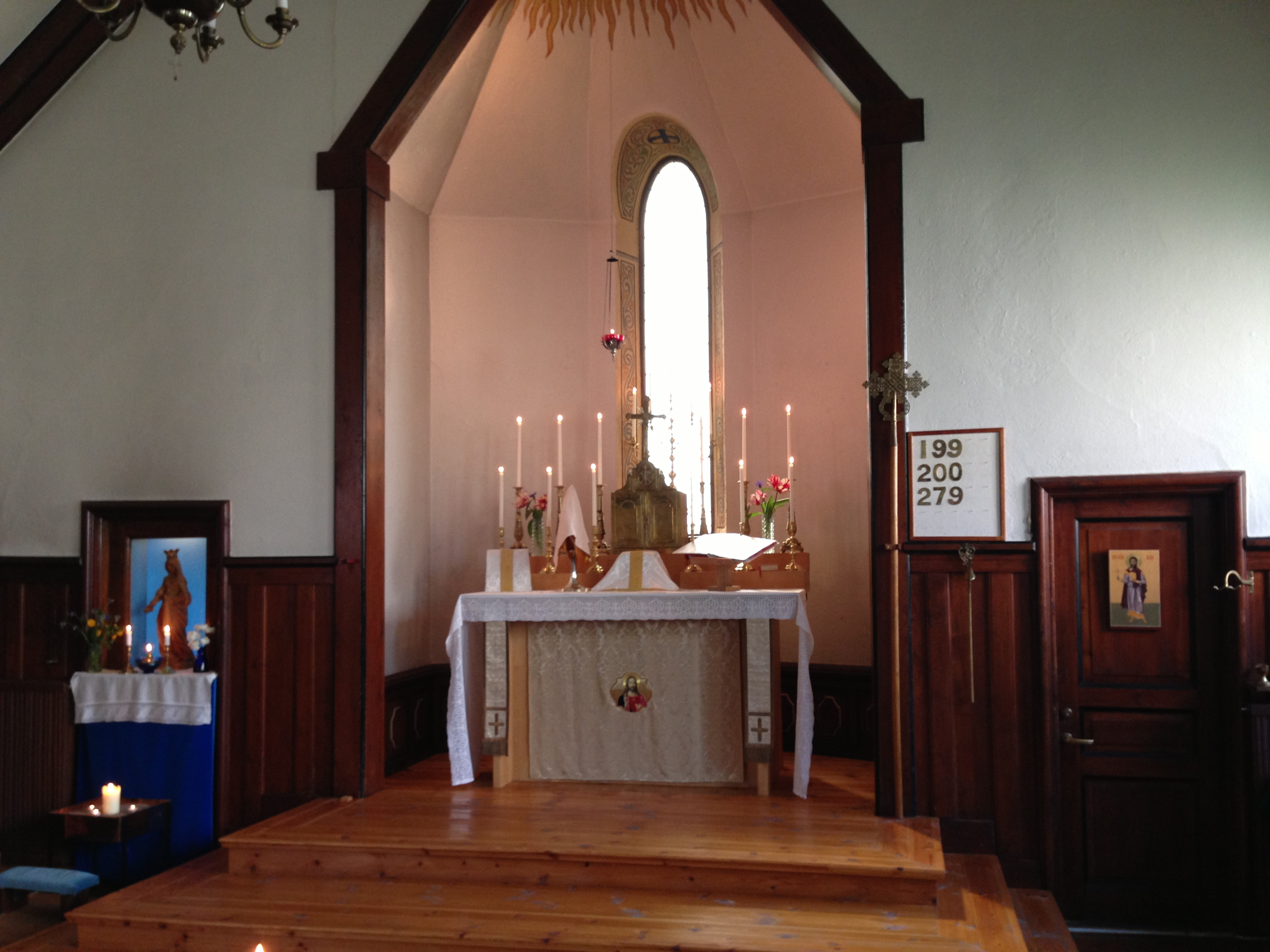
Koret och altaret i S:t Mikaels och alla Änglars kyrka i Stockholm.

Liberala Katolska Kyrkan i Sverige är ett registrerat trossamfund och samfundet har av regeringen beviljats kyrklig vigselrätt. 
Liberala Katolska Kyrkan kom till Sverige 1925 och verksamhet har kontinuerligt bedrivits sedan dess. Det har förekommit att en del av de som varit aktiva i LKK också varit medlemmar i Teosofiska Samfundet, vilket kanske i viss mån har influerat kyrkans verksamhet. 
Liberala Katolska Kyrkan i Sverige beslutade år 2004 att ansluta sig till den "liberala" delen (som alltså tillåter prästvigning av kvinnor), men St. Gabriels Församling i Göteborg valde att stanna kvar i den ursprungliga grenen av The Liberal Catholic Church. Denna samfundsbildning använde under en tid namnet Fria Universella Kyrkan. Liberala Katolska Kyrkan i Sverige har kvar en präst i Mölndal.

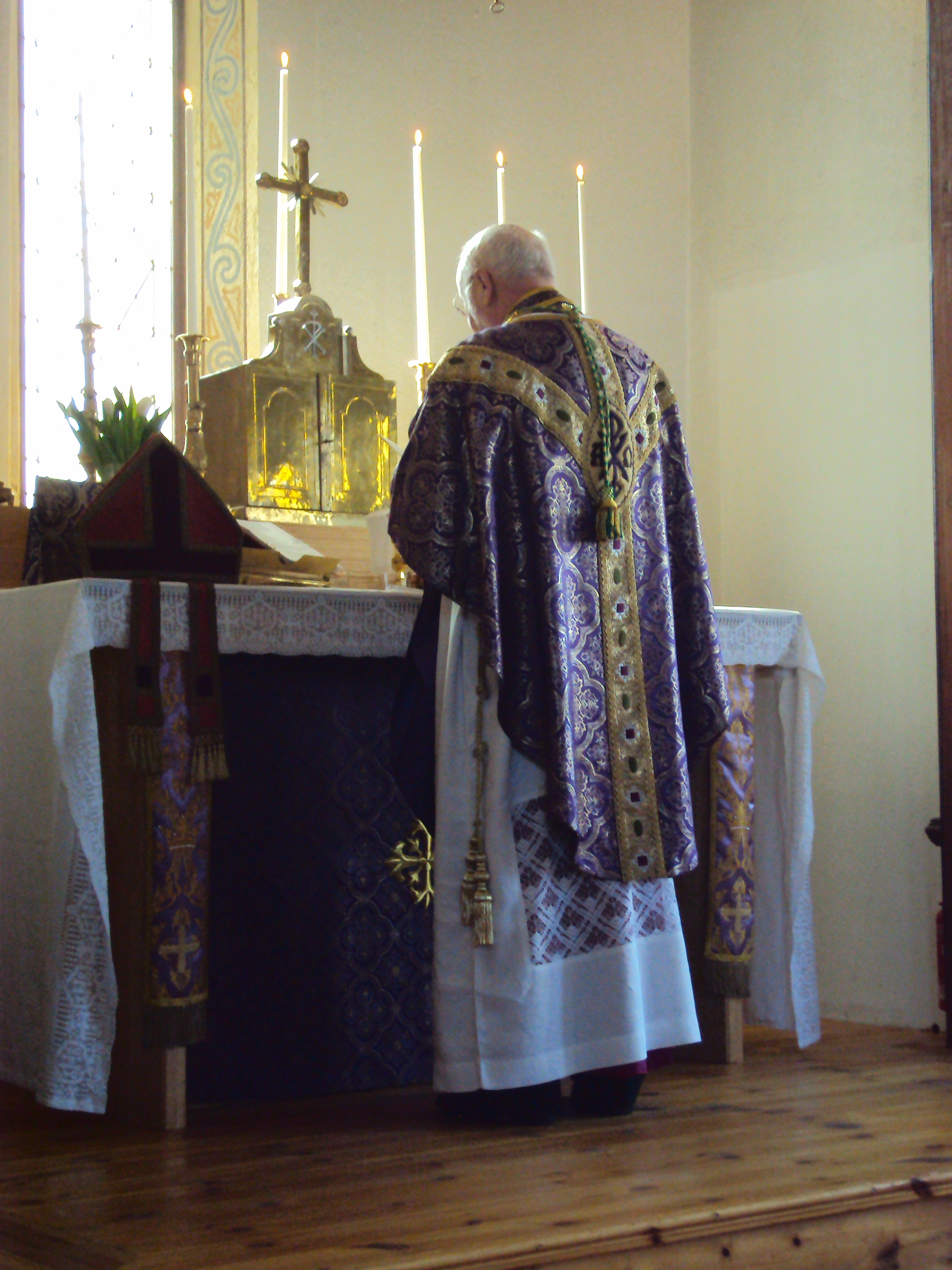
Regionalbiskop Sten-Bertil Jakobson firar den heliga mässan i S:t Mikaels och alla Änglars kyrka i Stockholm.

I januari 2013 hade LKK i Sverige två biskopar, åtta präster och fyra diakoner, samtliga arbetar ideellt (och är således inte anställda av LKK). Medlemsantalet i Sverige var strax över 600. LKK:s domkyrka heter S:t Mikaels och Alla Änglars kyrka och finns på Flottbrovägen på Stora Essingen i Stockholm. Andra församlingar finns i Sala-Uppsala och Västerås. Kyrkogrupper finns i Gullspång, Göteborg, Lund och Norrköping. Verksamheten leds av biskop Sten-Bertil Jakobson som varit regionalbiskop för LKK sedan 1995. Samfundet införde 2005 även en hjälpbiskop (2005-20 Evert Sundien ). LKK har även kvinnliga präster och diakoner.
LKK har stor öppenhet gentemot HBT-personer och var bland de första trossamfund med kyrklig vigselrätt som uttalade att man hade för avsikt att viga samkönade par då Sverige införde den könsneutrala äktenskapslagstiftningen 2009. Den första kyrkliga vigseln av ett par av samma kön i Sverige, enligt den nya äktenskapslagen av den 1 maj 2009, genomfördes i juli 2009 av den Liberala Katolska Kyrkan.
Liberala Katolska Kyrkan deltog tillsammans med 14 andra kristna samfund och rörelser i arbetet med 1986 års psalmbok och använder förutom den ekumeniska delen (de första 325 psalmerna) även Svenska kyrkans psalmbokstillägg och ett eget psalmbokstillägg. 
LKK är ett av de samfund som årligen firar gudstjänst i det ekumeniska kapellet Capella Ecumenica på Västra Gärsholmen i S:t Anna Skärgård utanför Söderköping. Se boken: Capella Ecumenica Sanctae Annae in Scopulis 50 år - 1965-2015. 
LKK är inte medlem i Sveriges Kristna Råd. Kyrkans Tidning anger att LKK inte har släppts in i SKR.[källa behövs] LKK erhåller inte statsbidrag från Myndigheten för stöd till trossamfund.

## Publikationer
Publikationer i urval:
- Communio. Liberalkatolsk kyrkotidning. Utkommer med 4 nummer per år.
- Det handlar om ekumenik- Artikel ur Communio nr 2 1994 årg. 26. ISSN 0345-2018.
- Ekumenik - För vem?Författare Ralph Törner. Linköpings Stifts Årsbok

1996-97. Se extern länk Kungliga Biblioteket
http://libris.kb.se/showrecord?q=AMNE%3A%28Liberala+katolska+kyrkan%29&r=&n=8&id=2470700&g=&f=&s=r&t=v&m=10&d=libris
- Liturgi enligt Liberala Katolska Kyrkans ordning. Liberala Katolska Kyrkans gudstjänstordningar. Publicerad 1989.
- 99 frågor och svar om Liberala Katolska Kyrkan, Stockholm 2002.
- Principförklaring och Kort Lärosammanfattning. Liberala Katolska Kyrkan. Publicerad 1982.
- Psalmbok - Liberala Katolska Kyrkans tillägg till den Ekumeniska Psalmboken. Publicerad 1995, detta psalmbokstillägg auktoriseras för användning. Liberala Katolska Kyrkan i Sverige. S:t Mikaels dag 1995.
- Capella Ecumenica 50 år : 1965 - 2015.  Tryckt  hos Tellotryck, Söderköping 2014. ISSBN 978-91-637-5986-4.
- Sommarprogram för Gudstjänster 2018, Capella Ecumenica, S:t Anna, Söderköping.
- Sändaren nr 13, 28 mars 2018, årgång 27.  Artikel"Trons syskon i andra kläder". Med intervju av biskop Evert Sundien, fader Jonas Anundi och fader Krister Fast.